# Fraser (rzeka)
Fraser (ang. Fraser River, fr. Fleuve Fraser) – najdłuższa rzeka Kolumbii Brytyjskiej w Kanadzie. Bierze początek w Górach Skalistych nieopodal Mount Robson. Toczy swe wody przez 1400 km i uchodzi do Oceanu Spokojnego, ściślej, cieśniny Georgia, w mieście Vancouver.